# Ялъ
Ялъ (на турски: yalı, на гръцки: γιαλή yialí, буквално „морски бряг, плаж“) е къща или имение, построено точно на брега (почти изключително на брега на морето, особено на протока Босфор в Истанбул) и обикновено се изгражда с архитектурна концепция, която отчита характеристиките на крайбрежното местоположение. Семейство, което притежава крайбрежна резиденция, би прекарало известно време в тази обикновено второстепенна резиденция, разположена на морския бряг, за разлика от конака („имение“, освен използването на термина за обозначаване на сгради с административни функции) или кьошк („павилион", често обслужващ определена практическа цел, като например лов, или предполагащ временен характер). Така ходенето до „ялъ“ придобива смисъла както на отиване на морето, така и на намиращата се там къща. В съвременния си смисъл терминът „ялъ“ се използва предимно за обозначаване на онези 620 крайбрежни резиденции, построени през XVIII, XIX и XX век и разпръснати из крайбрежието на Босфора в Истанбул. Като такива, те са една от забележителностите на района.
Фино обработеното дърво е преобладаващият строителен материал, избран за ялъ, както е и за по-голямата част от традиционните турски къщи. Последователните реставрации често причиняват постепенно намаляване на дървените части на цялостната конструкция, но въпреки това дървото остава видният и идентифициращ материал на историческите ялъ. Не е необичайно в най-скоро реставрираните имения да се използва дърво главно за външна декорация.
Най-старият оцелял ялъ е този, построен от великия везир Амджазаде Кьопрюлю Хюсеин паша (от силно влиятелната фамилия Кьопрюлю) през 1699 г. в квартал Канлъджа (в рамките на район Бейкоз), на азиатския бряг на Босфора. От този ялъ са оцелели залата за аудиенции и нейните непосредствени пристройки. На противоположните европейски брегове най-старият останал е Şerifler Yalısı в квартал Емирган (в рамките на район Саръйер), който е построен през 1780 г., но носи името на по-късен собственик. Най-скъпият ялъ е Erbilgin Yalısı, който се намира в Йеникьой, Истанбул. През 2007 г. списание Форбс посочва Erbilgin Yalısı като петата най-скъпа къща в света с цена от 100 милиона долара.
Корнукопия, списание за изкуството, културата и историята на Турция, има редовна статия за босфорските ялъ, тяхната архитектура и интериор. Забележителни примери са: ялъ на Къбръслъ Мехмед Емин паша, ялъ на Етем Пертев, ялъ на Сафет паша и ялъ на Зеки паша.

## Галерия
- Йеникьой, на Босфора
- Крайбрежни къщи (ялъ) от османската епоха на Босфора
- Крайбрежни къщи (ялъ) от османската епоха на Босфора
- Крайбрежни къщи (ялъ) от османската епоха на Босфора
- Крайбрежни къщи (ялъ) от османската епоха на Босфора
- Крайбрежни къщи (ялъ) от османската епоха на Босфора
- Ялъ на Елбиседжи Ахмет Бей и ялъ на Есра Умур в Канлъджа на Босфора
- Ялъ на Есра Умур и ялъ на Неджати Бей Ялъси в Канлъджа на Босфора
- Ялъ на Хаджъ Aхмет Бей в Канлъджа на Босфора
- Ялъ на Садразам Kадри паша в Kанлъджа на Босфора
- Ялъ на Яъджъ Хаджъ Шефик бей в Канлъджа на Босфора
- Ялъ на Зариф Мустафа паша в Канлъджа на Босфора
- Ялъ на Зариф Мустафа паша в Канлъджа на Босфора
- Ялъ на Хекимбашъ Салих Ефенди в Kанлъджа на Босфора, преди да бъде повреден през 2018 г.
- Ялъ на Сафет паша в Канлъджа на Босфора
- Ялъ на Ахмет Расим паша в Канлъджа на Босфора
- Канлъджа, на Босфора
- Канлъджа, на Босфора
- Ялъ на Али паша (понастоящем египетско консулство) в Бебек на Босфора
- Ялъ на граф Остророг на Босфора
- Ялъ на Къбръслъ Мехмед Емин паша в Кандили на Босфора
- Ялъ на Едиб Ефенди в Кандили на Босфора
- Ялъ в Анадолу Кавагъ, на Босфора
- Анадолухисар, на Босфора
- Арнавуткьой, на Босфора